# Amar Dawod
Amar Dawod, född 1957 i Bagdad i Irak, är en konstnär verksam inom måleri, skulptur och grafik. Under sin ungdom studerarde han på institutionen för konst vid Bagdads universitet. 1980 flyttade Dawod till Polen där han studerade vidare på Konstakademin i Łódź. 1987 flyttade han till Västervik, där han idag lever och verkar.

## Konstnärskap
Dawod är verksam inom måleri, skulptur och grafik. Bland de konsthallar och gallerier hans konst har ställts ut på finns:
- Konstakademins konsthall, Polen 1982
- Galleri BWA Lodz, Polen 1984
- Galleri Linjen, Västervik 1988
- Galleri Kretsen, Södertälje 1988
- Kulturhuset, Västervik 1989
- Galleri Linjen, Västervik 1991
- Galleri Ängeln, Lund 1991
- Galleri T, Lodz 1992
- Kulturhuset, Västervik 1996
- Arch Galleri, Kalmar 1997
- Galleri C Hjärne, Helsingborg 1997
- Arch Gallery, Kalmar 2000
- Galleri Storgatan 31, Västervik 2000
- Oskarshamns konsthall, Oskarshamn 2002
- Falun City Library, Falun 2002
- Konsthall, Vetlanda 2002
- Kalmar Art Museum (Artist of the Month), Kalmar 2003
- Högsby Konsthall, Högsby 2004
- Gallery Storgatan 31, Västervik 2007
- Gallery 55, Västervik 2008
- Artist of the Month, Torsås Art Association, Torsås 2009
- Karim Gallery, Amman, Jordanien 2010

## Utmärkelser
Följande utmärkelser har Dawod blivit tilldelad:
- Mention Honrifique, Krakow, Polen 1984
- Mention Honrifique, Krakow, Polen 1986
- Medalj från Konstakademin, Lodz, Polen 1987
- Trienallpris Fredrikstad, Norge 1989[2]